# Meerenbroek
Meerenbroek is een buurtschap in de Nederlandse gemeente Doetinchem, gelegen in de provincie Gelderland. Het ligt tussen Wehl en Doetinchem.